# Belvédère
För andra betydelser, se Belvedere.
Belvédère är en kommun i departementet Alpes-Maritimes i regionen Provence-Alpes-Côte d'Azur i sydöstra Frankrike. Kommunen ligger  i kantonen Roquebillière som ligger i arrondissementet Nice. År 2022 hade Belvédère 595 invånare.

## Befolkningsutveckling
Antalet invånare i kommunen Belvédère
Referens: INSEE